# 托里县
托里县是新疆维吾尔自治区塔城地区下辖的一个县。

## 歷史
秦汉时期，县境属匈奴、塞种、乌孙等诸多民族的游牧之地。西汉时期属西域都护府。东汉时期，汉将窦先大破匈奴，鲜卑族转据其地，县境属鲜卑政权的牧场。魏晋南北朝时期，先后属柔然政权和突厥汗国。隋时属西突厥汗国。
唐贞观二十三年（649年），唐置瑶池都督府，隶于安西都护府，托里受其管辖。西辽延庆元年（1124年），耶律大石在叶密立称帝，建元延庆，托里区域属西辽统辖。1227年，托里属成吉思汗三子窝阔台的封地。1607年，托里属土尔扈特部游牧地。
清乾隆二十七年（1762年），托里受伊犁将军府管辖。民国七年（1918年），托里属额敏县辖地。1952年10月，成立托里县。

## 人口
2020年末，根据第七次人口普查数据显示：全县常住人口为85451人。

## 行政区划
托里县下辖3个镇、4个乡：
托里镇、铁厂沟镇、庙尔沟镇、多拉特乡、乌雪特乡、库普乡、阿克别里斗乡、白杨河林场、老风口林场和巴尔鲁克山塔斯特林场。

## 交通
- 335国道过境。